# Zacharie Astruc
Zacharie Astruc (Angers, 8 de febrero de 1835-París, 24 de mayo de 1907) fue un pintor, escultor, poeta y crítico de arte francés.

## Biografía
Se interesó y participó activamente en la vida cultural de la segunda mitad del siglo XIX, tomando parte del movimiento de renovación de la pintura hacia la modernidad. 
Como crítico de arte, escribió entre 1859 y 1872, siendo un fuerte defensor de Courbet, y fue uno de los primeros en reconocer el talento de Manet. Como crítico y amigo, defendió también a Whistler, Henri Fantin-Latour y Alphonse Legros. Fue asimismo un gran especialista de las artes de Japón y se asoció durante mucho tiempo con el pintor Carolus-Duran. 

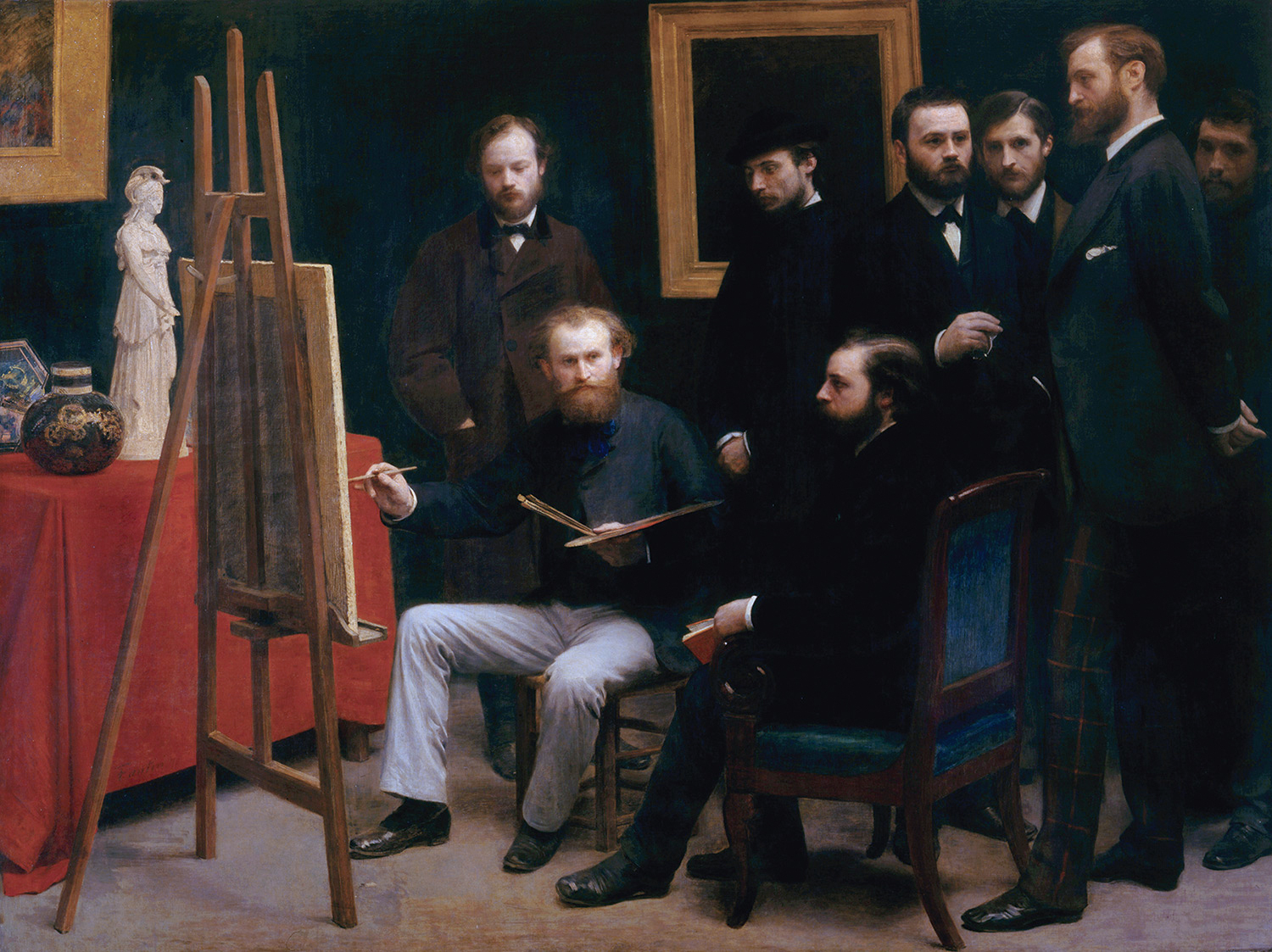
Henri Fantin-Latour, Un atelier aux Batignolles

Participó en la primera exposición de los impresionistas en 1874 y figura en la famosa pintura de Henri Fantin-Latour Un atelier aux Batignolles, donde es retratado junto a Manet, que se muestra pintando su retrato. Astruc se asocia generalmente con el título de la pintura de Manet Olympia y un extracto de un poema de Astruc fue incluido en la entrada del catálogo de Olympia, cuando se exhibió en el Salón de 1865.
También participó en la Exposición Universal de París en 1900.
Astruc era un hispanófilo, muy versado en el arte y la literatura de España. Después de su propio viaje a España en 1864, ayudó a preparar el itinerario para el viaje en solitario de Manet a dicho país en 1865. Astruc ayudó a promover una reactivación generalizada del interés en las pinturas de El Greco. Astruc fue también una figura destacada en el movimiento del japonismo en Francia en las décadas de 1860 y 1870, con la publicación, entre otros escritos, de tres artículos fundamentales sobre japonismo en el periódico parisino L'Etendard, en 1867-1868.

## Obras
Entre las mejores y más conocidas obras de Zacharie Astruc se incluyen las siguientes:
Esculturas

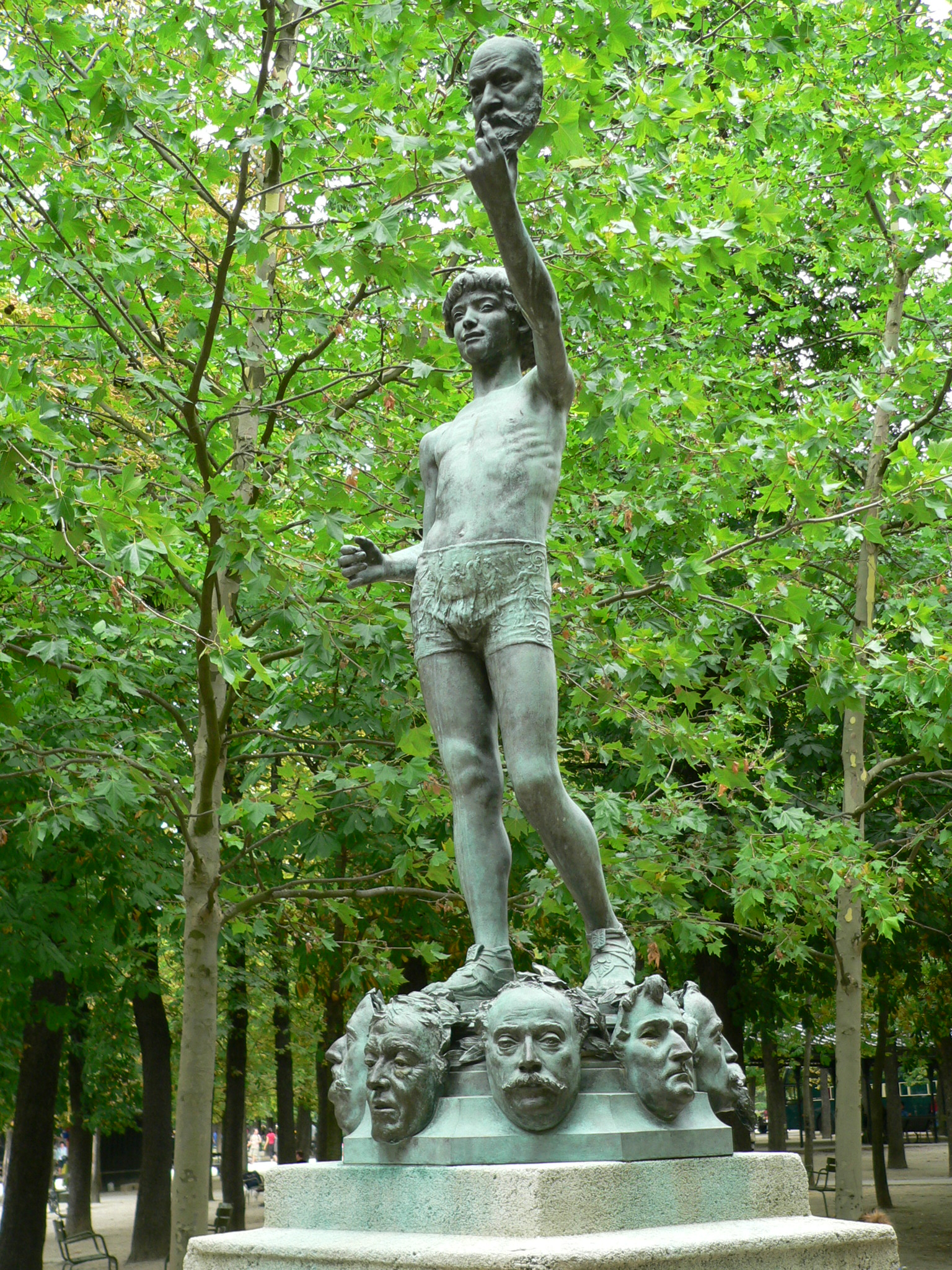
El mercader de máscaras (1883). Jardín de Luxemburgo en París.

- El Mercader de máscaras - Le Marchand de masques, bronce de 1883, Jardín de Luxemburgo. Se reconocen las máscaras de Victor Hugo, Léon Gambetta, Alexandre Dumas hijo, Eugène Delacroix, Jean-Baptiste Carpeaux, Camille Corot, Hector Berlioz, Gabriel Fauré, Honoré de Balzac, Jules Barbey d'Aurevilly.

- Máscara de Balzac, estudio para el Marchand de masques, bronce, Museo de Orsay.
- Busto de Sar Peladan (1858-1918), escayola, en el Museo de Bellas Artes de Lyon[5]
- Estatua de Blanca de Castilla, Museo de la Chartreuse[6]
- Busto a la italiana de Edouard Manet, Museo de Bellas Artes de Angers[7] El original de yeso fue donado al museo por la familia Astruc. Sirvió de modelo para el bronce que corona la tumba de Manet, en el cementerio de Passy.

Obras pictóricas de Zacharie Astruc

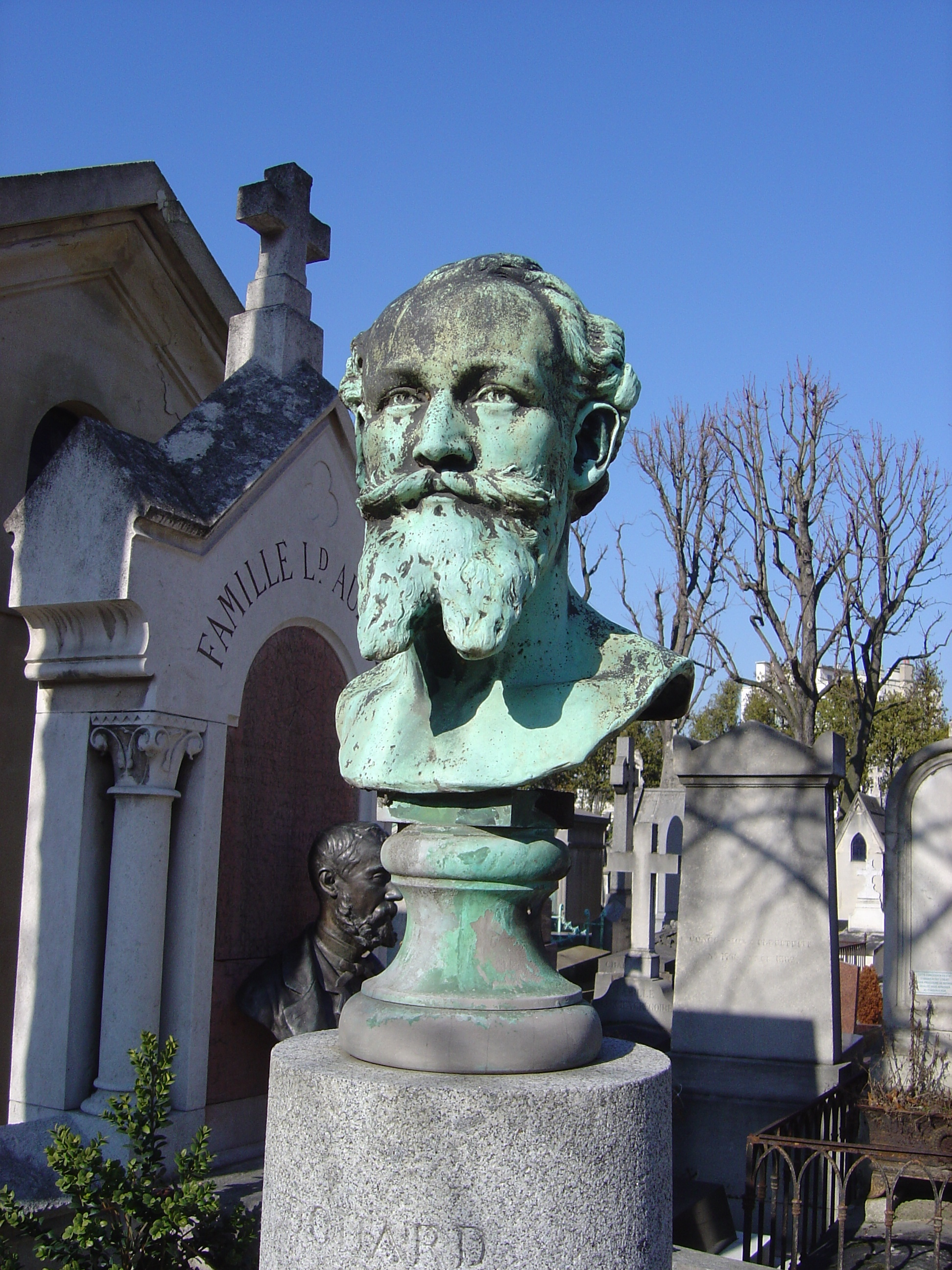
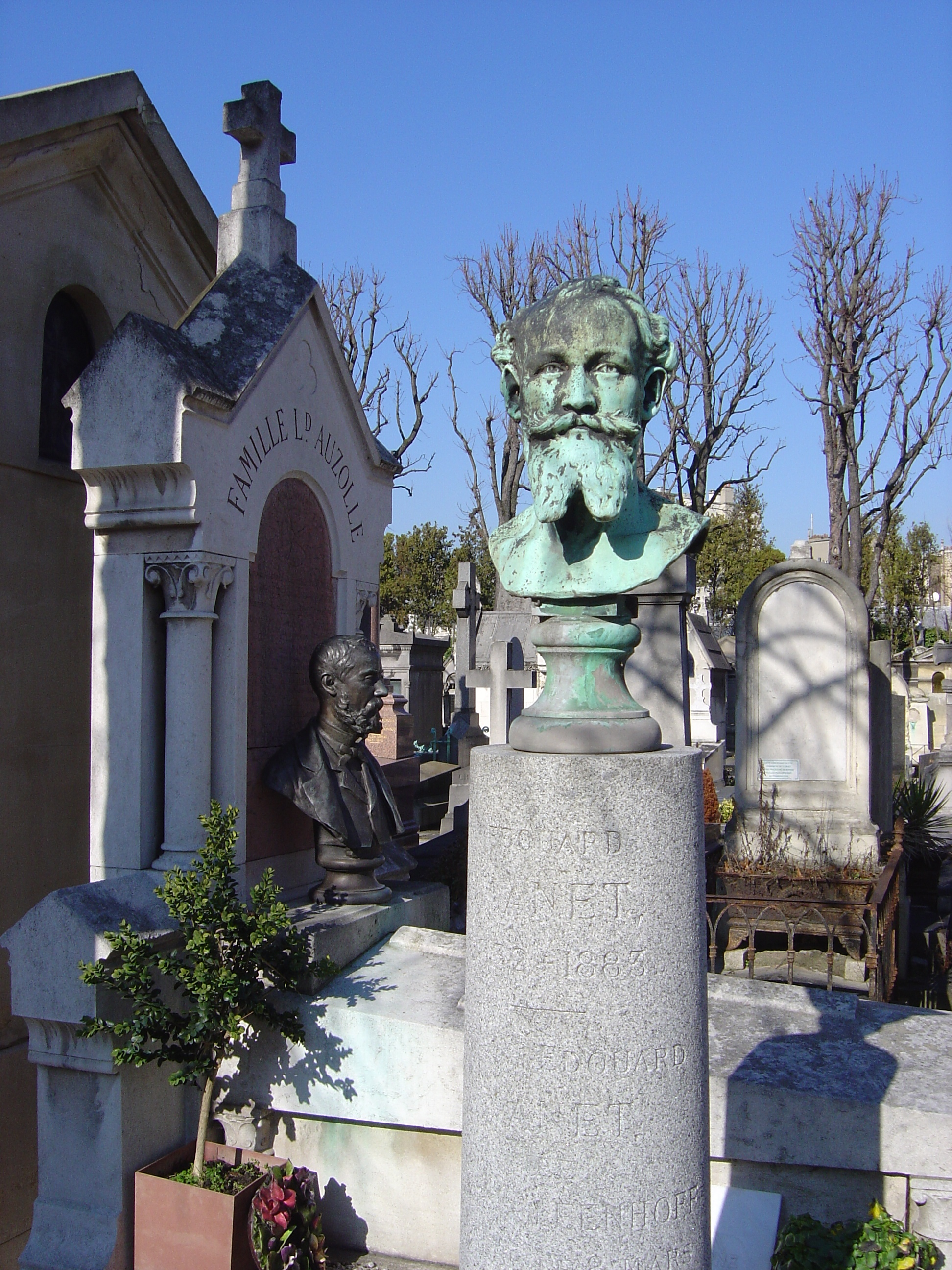
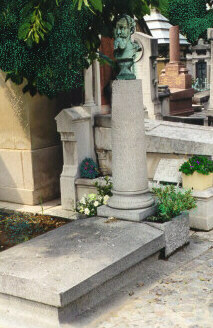

- Interior parisino - Intérieur parisien, 1874, acuarela, Museo de l’ancien évêché, Évreux, expuesto en la primera muestra de los Impresionistas en 1874.[8]

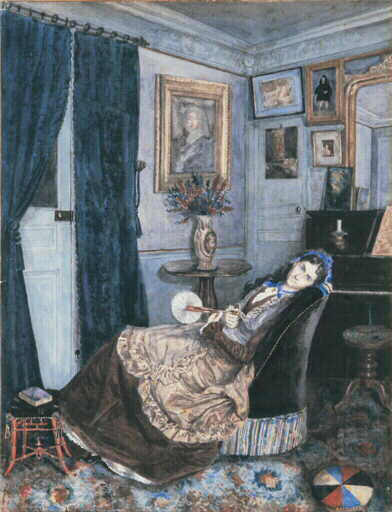
Interior parisino
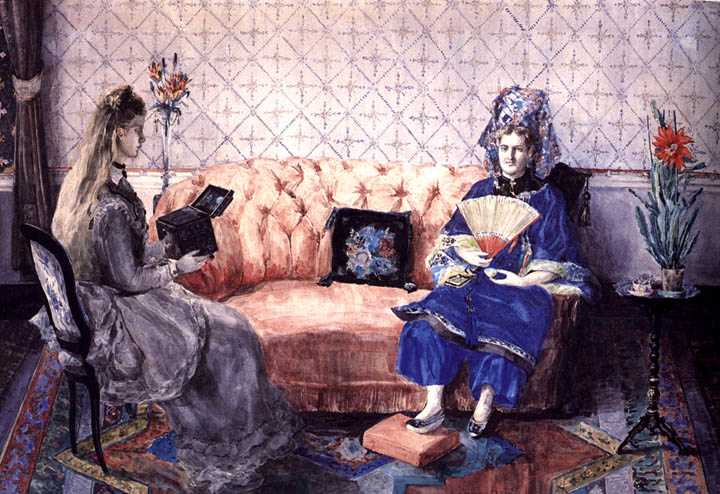
Lienzo de Los regalos chinos
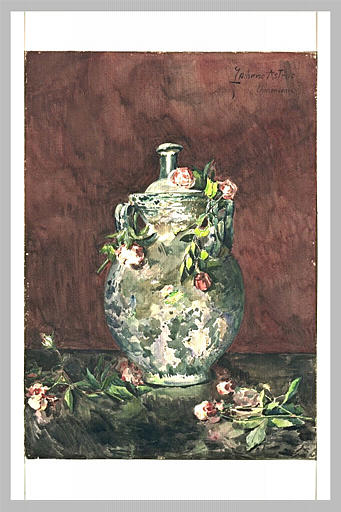
Rosas y jarrón, dibujo a lápiz y acuarela. Museo del Louvre

Literatura
- Les quatorze stations du Salon, seguido de un Récit douloureux, prefacio de George Sand, París, Poulet-Malassis y de Broise, 1859.